# 渡辺歩
渡辺 歩（わたなべ あゆむ、1966年9月3日 - ）は、日本の男性アニメーター、アニメーション演出家、アニメーション監督。東京都出身。別名に渡辺 カケルがある。

## 来歴
元々は美術大学を目指していたが、進学に失敗して「絵でご飯が食べられたら」という安易な気持ちでアニメーション専門学校の代々木アニメーション学院に入ったのがきっかけでアニメーターを目指す。代々木アニメーション学院中退後、作画スタジオを1つ経て、1986年（昭和61年）にスタジオメイツへ入社。3カ月ほど動画の線を引く訓練を受けてから現場に入り、映画『ドラえもん のび太と竜の騎士』で動画デビュー。そこから月に1本のペースでスタジオメイツが請けていたテレビシリーズ『ドラえもん』の動画を担当していた。
1988年（昭和63年）にシンエイ動画へ移籍。それからは同社を退社するまで、一貫して『ドラえもん』作品の制作に携わる。原画や作画監督など、アニメーターとして長く携わった後、演出も手掛けるようになる。絵コンテ・演出を経て、劇場中編『帰ってきたドラえもん』で初めて監督を担当する。初演出が30歳前後と同世代と比べて出遅れていたので、当時、シンエイ動画に在籍していた原恵一に相談したところ、「もっと焦った方がいい」とアドバイスされ、自分が持っているものはすべて同作品で出そうと決意した。そして、そこから『ぼくの生まれた日』までの5本の連作劇場中編を手掛けた。2000年の『おばあちゃんの思い出』では、第55回毎日映画コンクールアニメーション映画賞を受賞した。2005年（平成17年）にテレビシリーズが『ドラえもん (2005年のテレビアニメ)』にリニューアルすると、新しいキャラクター設定（キャラクターデザイン）を任された。2006年（平成18年）3月4日公開の映画『映画ドラえもん のび太の恐竜2006』で初の長編作品監督を務める。同作品は第1回Invitation AWARDSアニメーション賞を受賞した。2011年3月11日の東日本大震災では、「ドラげんき」プロジェクトとして紙芝居「まじんのいない魔法のランプ」のイラストを執筆した。
2011年（平成23年）、シンエイ動画を退社しフリーとなる。フリー後は、主にテレビシリーズの監督を手がける。
2019年公開の『海獣の子供』で、2度目となる毎日映画コンクールアニメーション映画賞、および第23回文化庁メディア芸術祭アニメーション部門大賞
をそれぞれ受賞した。

## 人物・作風
スタジオメイツ時代には一川孝久（その後、スタジオコメットに所属）、シンエイ動画時代には中村英一（元同社作画部部長）に師事。スタジオメイツからシンエイ動画へ移籍する際には『ドラえもん』制作を通じてつながりのあった中村やシンエイの演出家たちに自分を売り込み、中村の推薦もあって採用試験に合格した。
小さい子供が見て、いつまでも記憶にこびりついて離れないような作品作りを常に意識している。
渡辺の作画はシンエイ動画の前身であるAプロダクションの作品『ど根性ガエル』『ガンバの冒険』などを彷佛させるけれん味に溢れた動きで、演出もやや過剰であり「"ドラクラッシャー"と呼ばれて賛否両論を生んだ」と自身で語っている。しかし、原作の魅力を最大限に生かす作風や、キャラクターの表情や動きを豊かに表現する演出は高く評価されている。また、しずかについては極力可愛らしく描くなどのこだわりを持っている。
シンエイ動画の監督作品では『ドラえもん』などの他に映画『パーマン』2作を手がける。2005年以降『パーマン』の続編が制作されていないが『ファミ通』のインタビューで「完結させたい」との発言をしている。
アニメはごく一般的な子供として楽しんでいた。影響を受けた作品に『アルプスの少女ハイジ』や『赤毛のアン』、『あしたのジョー』（特に『あしたのジョー2』）、『エースをねらえ』などを挙げている。『アルプスの少女ハイジ』と『あしたのジョー2』は、『ドラえもん』の劇場版の監督として初めて作品に責任を持たなければいけない立場になった時、自分がなぜこれらの作品を良いと思うのかを検証しようと見直してみた。アニメーションとして『アルプスの少女ハイジ』の動きや音、色がついて表現されたものが今でも自分の中に残っているという。また『ハイジ』や『赤毛のアン』における高畑勲の構成の巧みさには圧倒された。『あしたのジョー』や『エースをねらえ』では単純に作品を楽しんだが、『あしたのジョー2』では出﨑統のいわゆる出崎演出に魅せられ、セリフで観客に分かりやすく伝えるのとは違う、エモーショナルな部分、感情に訴えかけることの大切さに気付かされたという。
『ドラえもん』に参加することになった時には、実は藤子・F・不二雄へのリスペクトゆえに仕事としては関わりたくないという気持ちがあった。

## 参加作品

### テレビアニメ
1987年
- エスパー魔美（1987年 - 1989年、原画）

1988年
- ドラえもん (1979年のテレビアニメ)（1988年 - 2005年、絵コンテ・演出・作画監督・原画・OP絵コンテ）

1990年
- 八百八町表裏 化粧師（1990年 - 1991年、作画）

2001年
- 機動天使エンジェリックレイヤー（絵コンテ）※渡辺カケル名義

2002年
- あずまんが大王 THE ANIMATION（絵コンテ）※渡辺カケル名義
- あたしンち（2002年 - 2009年、絵コンテ）

2003年
- スクラップド・プリンセス（絵コンテ）※渡辺カケル名義

2005年
- ドラえもん (2005年のテレビアニメ)（キャラ設定・脚本・絵コンテ・OP絵コンテ）

2012年
- 謎の彼女X（監督・絵コンテ・OPED絵コンテ・ED演出）
- 宇宙兄弟（2012年 - 2014年、監督・絵コンテ・OPED絵コンテ・ED演出・#97声の出演）

2013年
- 団地ともお（2013年 - 2015年、監督・絵コンテ）

2014年
- 彼女がフラグをおられたら（監督・絵コンテ・OP/ED絵コンテ）
- 大図書館の羊飼い（OP絵コンテ）

2015年
- ガンスリンガー ストラトス（OP絵コンテ）
- コトリサンバ（監督）

2016年
- 逆転裁判 〜その「真実」、異議あり!〜（監督・絵コンテ・OP絵コンテ）

2018年
- 恋は雨上がりのように（監督・絵コンテ・OP/ED絵コンテ・ED演出）
- グラゼニ（監督・絵コンテ）
- メジャーセカンド（2018年 - 2020年、監督・絵コンテ）
- 逆転裁判 〜その「真実」、異議あり!〜 Season2（2018年 - 2019年、監督・絵コンテ・OP絵コンテ）

2020年
- GREAT PRETENDER（絵コンテ）

2021年
- 古見さんは、コミュ症です。（2021年 - 2022年、総監督）

2022年
- サマータイムレンダ（監督・絵コンテ・ED1絵コンテ）

2024年
- 君は冥土様。（監督・音響監督・絵コンテ）

2025年
- とんがり帽子のアトリエ（監督）

2026年
- あかね噺（監督）

### 劇場アニメ
1988年
- ドラえもん のび太のパラレル西遊記（原画）

1989年
- ドラえもん のび太の日本誕生（原画）

1990年
- ドラえもん のび太とアニマル惑星（作画監督補佐）

1991年
- ドラえもん のび太のドラビアンナイト（作画監督）

1992年
- ドラえもん のび太と雲の王国（作画監督）

1998年
- 帰ってきたドラえもん（監督・キャラクターデザイン・作画監督）
- ドラえもん のび太の南海大冒険（作画監督補佐）

1999年
- のび太の結婚前夜（監督・キャラクターデザイン・作画監督）

2000年
- おばあちゃんの思い出（監督・キャラクターデザイン・作画監督）
- ドラえもん のび太の太陽王伝説（作画監督補）

2001年
- がんばれ!ジャイアン!!（監督・キャラクターデザイン・作画監督）

2002年
- ぼくの生まれた日（監督・キャラクターデザイン・作画監督）

2003年
- Pa-Pa-Pa ザ☆ムービー パーマン（監督・脚本）
- ドラえもん のび太とふしぎ風使い（キャラクターデザイン・総作画監督）

2004年
- Pa-Pa-Pa ザ★ムービー パーマン タコDEポン!アシHAポン!（監督・脚本）
- ハウルの動く城（原画）※ノンクレジット
- ドラえもん のび太のワンニャン時空伝（演出・キャラクターデザイン・総作画監督）

2006年
- 映画ドラえもん のび太の恐竜2006（監督・脚本・絵コンテ）

2007年
- 映画ドラえもん のび太の新魔界大冒険 〜7人の魔法使い〜（おまけ映像）

2008年
- 映画ドラえもん のび太と緑の巨人伝（監督・絵コンテ）

2009年
- 映画ドラえもん 新・のび太の宇宙開拓史（メカデザイン）

2011年
- 劇場版 魔法先生ネギま! ANIME FINAL（絵コンテ）

2014年
- 大きい1年生と小さな2年生（監督）
- 宇宙兄弟#0（監督・絵コンテ）

2019年
- 海獣の子供（監督）

2021年
- 漁港の肉子ちゃん（監督）

### その他の仕事
- 小学館のテレビ絵本 映画ドラえもん のび太の恐竜2006（2006年、原画描き下ろし）
- うごくえほん のび太の恐竜（2006年、水彩イラスト描き下ろし）
- 藤子・F・不二雄大全集『ドラえもん』6巻（2010年、解説を執筆）
- まじんのいない魔法のランプ（2011年、紙芝居描き下ろし）
- ソウルキャリバーV（2012年、カットシーン監督）
- アニゲー☆イレブン!（2021年、第292回ゲスト）